# 洞海站
洞海站（越南语：／*/?）是越南廣治省的一个铁路车站，位于南北鐵路上，向北距离河内站522公里、距离荣市站192公里，向南距离东河站100公里、距离顺化站166公里，每天约有16趟旅客列车经停洞海站。

## 参看
- 越南铁路运输